# Neal Shapiro
Neal Shapiro (né le 22 juillet 1945 à New York) est un cavalier américain de saut d’obstacles.

## Biographie
Aux Jeux olympiques d'été de 1972 à Munich, il remporte la médaille d'argent par équipe et la médaille de bronze en individuel.